# داء عليقي
الدَّاءُ العُلَّيقِيّ هي عدوى استوائية تصيب الجلد والعظام والمفاصل. تسببها بكتيريا ملتوية (تريبونيما باليدم بيرتينيو) Treponema pallidum pertenue.امراض أخرى تسببها تريبونيما كالبَجَل بجل (اللولبية البجلية) وبنتا زهري مستوطن (اللولبية كاراتم) والزهري (الملتوية اللولبية الشاحبة).

## التاريخ
بالرجوع إلى التاريخ، نجد أن المرض اصاب القردة العليا من قبل 1.5 مليون سنة. الاسم الحالي يكون كاريب. وقد نشأ في المناطق الاستوائية الأفريقية وانتشر إلى مناطق استوائية أخرى عن طريق الهجرة والاستعباد.

## الانتشار
يتواجد الداء العليقي في المناطق الاستوائية الرطبة في أمريكا الجنوبية وأفريقيا وآسيا وأوقيانوسيا. ظهرت حملات علاج قوية في عقد 1950 قللت من انتشار المرض من 50 -100 مليون إلى 2 مليون. خلال عقد 1970 كان هناك انتشار كبير للمرض في جنوب شرق آسيا ووصل إلى أمريكا الجنوبية.

## الاعراض
المرض ينقل عبر اتصال الجلد مع الشخص المريض، البكتيريا تدخل عبر جرح أو خدش موجود في الشخص المستقبل للمرض. في غضون 90 يوم (عادةً اقل من شهر) من العدوى تظهر عقد لا تسبب الم (ياوس الام (الرئيسية)) وبعد فترة تكبر وتكون مائية الشكل. بعد الأوقات (ياوس الثانوية) قد تظهر أيضاً. هذه المرحلة الأولية تشفى ي خلال 6 أشهر. المرحلة الثانية تحدث من أشهر إلى سنوات لاحقاً وتتميز بانتشار العقد الجلدية واشكالها مختلفة ك(كراب ياوس) لكن تشفى بعد 6 أشهر أو أكثر. حوالي 10% من الأشخاص يصلون إلى المرحلة الثالثة من 5 إلى 10 سنين (خلال هذا الوقت قد تكون هنال عقد المرحلة الثانية تظهر وتختفي) وتتميز بوصلها إلى العظم والمفاصل وتحطيم الانسجة الناعمة، وتسبب تحطم لعظم وغضروف الانف

## التشخيص
باستخدام المجهر قاتم المجال (Dark field microscopy) للعينات المأخوذة من مكان الإصابة. اختبارات الدم ك VDRL, Rapid Plasma Reagin (RPR) وTPHA سوف تظهر نتيجة ايجابية ولا يمكن التفرقة بين الأمراض الاربعة التي تسببها تريبونيما تريبانوماتوسس.

## العلاج
العلاج يكون بجرعة واحدة من البنسلين داخل العضلات، أو حبوب بنسلين أو ايرثرومايسن أو تيتراسايكلن. المرحلة الأولى والثانية للمرض سوف تعالج بشكل كامل لكن المرحلة الثالثة يكون صعب العلاج.

## الجهود التعلمية
الانتشار لهذا المرض والأمراض الأخرى كالبجل والبنتا، تم الحد منه بواسطة برنامج السيطرة العالمي للتيربونيما بين عان 1952 و1964 من 50 ليون إلى 2.5 مليون. حتى بعد توقف البرنامج، ما زال انتشار المرض يعتبر بسيطاً في آسيا وأفريقيا وأمريكا وأماكن أخرى متفرقة. مرض ياوس (yaws) يكون حالياً هدفاً لمكتب جنوب شرق آسيا لدى منظمة الصحة العالمية لا زالتة من هذه المناطق في عام 2010. في عام 2004 الهند لم تسجل اي حالة للمرض.

## وصلات خارجية
- "Treponema pallidum subsp. pertenue". NCBI Taxonomy Browser. 168. مؤرشف من الأصل في 2019-12-18.